# تب جنگل
تب جنگل (انگلیسی: Jungle Fever) فیلمی ۱۳۲ دقیقه‌ای به کارگردانی اسپایک لی که محصول سال ۱۹۹۱ کشور ایالات متحده است.

## بازیگران
- وسلی اسنایپس
- آنابلا شورا
- روبی دی
- ساموئل ال. جکسون
- جان تورتورو
- فرانک وینسنت
- آنتونی کوئین
- اسپایک لی
- هلی بری
- تایرا فرل
- ورونیکا وب
- مایکل امپریولی
- نیکولاس تورتورو
- ترزا رندل
- تیم رابینز
- براد دوریف
- کویین لطیفه
- دبی مازار
- لونت مک‌کی